# 게버릿
게버릿(Geberit, ˈɡeberɪ:t)은 스위스의 다국적 위생 시설 및 관련 시스템의 공급 및 제조 기업이다. 1874년 창립되었다.

## 같이 보기
- TOTO